# Jackie Gayda
Jacquelyn Suzanne Gayda-Haas (Strongsville, Ohio; 3 de noviembre de 1981) es una luchadora profesional y valet retirada estadounidense. Es conocida por su trabajo en World Wrestling Entertainment (WWE) y Total Nonstop Action Wrestling (TNA). Consiguió un contrato con la WWE tras ganar la segunda serie del reality show Tough Enough con Linda Miles.

## Carrera profesional

### World Wrestling Entertainment

#### Tough Enoughy debut (2002–2003)
En cuanto Gayda obtuvo el contrato de Tough Enough II, trabajó en varios combates en las marcas Raw y SmackDown. Gayda se convirtió en una villana en un episodio de WWE Velocity al empujar a su compañera Linda Miles desde la cuerda superior, haciéndola perder su combate contra Ivory. Cinco días después, en SmackDown!, Gayda formó equipo con Ivory en un esfuerzo perdedor contra Miles y Trish Stratus en un combate por equipos. 
En otro de sus primeros combates televisivos (uno por equipos con Christopher Nowinski contra Trish Stratus y Bradshaw, televisado el 8 de julio de 2002), Gayda falló varios movimientos, el más infame de los cuales fue un bulldog en la segunda cuerda de Stratus, que vendió demasiado tarde. El comentarista Jim Ross exclamó que "afortunadamente, se acabó" al final del combate, expresando su alivio por el cese de los malos intentos de lucha libre.
Fue enviada a la Ohio Valley Wrestling para seguir entrenando. Mientras estaba en la OVW, se unió al estable conocido como The Revolution, además de dirigir a The Basham Brothers y Chris Kanyon. El 16 de junio de 2003, regresó a la WWE como Miss Jackie, dirigiendo a Rico. Más tarde se convertiría en cara después del giro de Rico.

#### Apariciones en distintos equipos ySmackDown!(2004–2005)

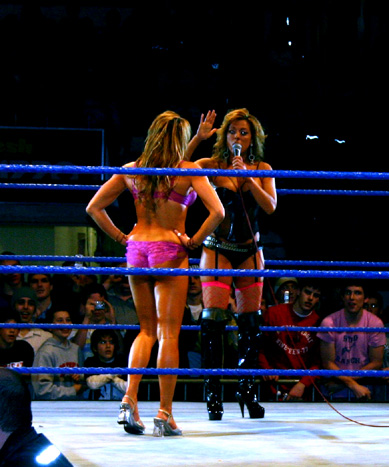
Jackie junto a Dawn Marie en un house show de la WWE en 2005.

A principios de 2004, Gayda se asoció con Stacy Keibler. El dúo se proclamó como las divas más atractivas de la WWE, lo que les hizo pensar que se merecían aparecer en la portada de la revista Playboy. Esto provocó una disputa con las divas de SmackDown!, que eran además las chicas de la portada de Playboy, Sable y Torrie Wilson. En WrestleMania XX, Gayda y Keibler fueron derrotadas por Sable y Wilson en un combate de vestidos de noche de Playboy.
En el segundo draft de la WWE, Gayda y Rico fueron cambiados a la marca SmackDown!, donde finalmente formaron equipo con Charlie Haas. En septiembre de 2004, Haas y Gayda se comprometieron y su relación se incorporó a sus personajes en pantalla. Dawn Marie anunció el compromiso de Gayda y Haas en el episodio del 30 de septiembre de SmackDown!, dando a entender en el proceso que ella y Haas eran "más que amigos". Esto condujo a una pelea de gatas entre Gayda y Dawn, que a su vez condujo a un combate intergénero en No Mercy que enfrentó a Gayda, Haas y Rico contra Dawn y los Dudley Boyz. 
El equipo de Gayda ganó el combate, pero Dawn Marie predijo que la relación no duraría mucho. A partir de ese momento, Dawn Marie intentó por todos los medios separar a la pareja. En el episodio del 7 de octubre de SmackDown!, Gayda se encontró en el extremo receptor de la BK Bomb de Billy Kidman. Vendió sus lesiones a través de la gira de octubre de Europa usando un collarín, sólo volviendo a la acción en el episodio del 28 de octubre de SmackDown! en Omaha (Nebraska), que vio a Gayda golpear el anillo durante un concurso de disfraces de Halloween entre Dawn y Torrie Wilson, lanzando a Dawn y arrancando la ropa de su cuerpo. Una Dawn vengativa gritó entonces a Gayda que no había terminado. 
Dawn se vengó durante un concurso de lucha de brazos en el episodio del 4 de noviembre de SmackDown!, dando un cabezazo a Gayda y peleando con ella hasta que Haas hizo la salvación. El aliado de Dawn, Heidenreich, diezmó entonces a Haas, desechando los intentos de Gayda de proteger a Haas empujándola a la lona. El 25 de noviembre, Gayda intentó vengarse en un combate "Peregrino contra indio", pero ambas mujeres fueron descalificadas por ignorar las instrucciones del árbitro. 
Las dos divas volvieron a luchar el 2 de diciembre, esta vez con trajes navideños. El director general Theodore Long anunció finalmente un encuentro final en Armageddon, nombrando a Haas como árbitro. Gayda perdió el combate, y a su prometido, ya que la relación se rompió cuando Haas reveló que tenía una aventura con Dawn Marie. Después rechazó a Marie, diciendo que no quería a ninguna de las dos mujeres.
Gayda comenzó a luchar como solista. Apareció en numerosas viñetas con las otras divas hasta que ella y Haas fueron despedidos de la WWE el 5 de julio de 2005, junto con muchos otros luchadores de la WWE.

### Circuito independiente (2005–2006)
Gayda comenzó a trabajar para varias promociones independientes, incluyendo Ballpark Brawl, donde Gayda fue conocida como Just Jackie y derrotó a Traci Brooks, Nattie Neidhart, Jamie D y April Hunter el 13 de agosto de 2005. También hizo equipo con Hunter en una derrota contra Neidhart el 14 de agosto de 2005.

### Total Nonstop Action Wrestling (2005–2006)
En el episodio del 26 de noviembre de 2005 de Impact!, Gayda debutó arremetiendo contra Jeff Jarrett. Jarrett quedó sorprendido y asustado por la inesperada aparición de Gayda y pronto le ordenó que se fuera al backstage. Se le oyó decir: "No es lo que piensas". Tras ser empujada por Jarrett, Gayda le abofeteó y luego se fue a por su ayudante de cámara, Gail Kim. A la semana siguiente, Gayda volvió a salir para enfrentarse a Jarrett. Tras los empujones y las bofetadas, ambos tuvieron que ser separados por el personal. 
En Turning Point, ocurrió lo mismo en el combate del evento principal, pero los oficiales contuvieron a Gayda. En el programa del 31 de diciembre, Don West localizó a Gayda para una entrevista. Dijo que su presencia no tenía nada que ver con una relación amorosa, sino que Jarrett le había prometido un puesto en el roster de TNA, pero mientras estaba atrapada en casa, encendió la televisión para ver a Kim en su lugar. Dijo que tenía un gran secreto sobre Jarrett que a los directivos de TNA les encantaría escuchar, pero no reveló cuál era.
Gayda ganó el premio Knockout del Año de 2005 de TNA en el episodio del 14 de enero de 2006 de Impact!. En Final Resolution se encontró con Raven después de que éste perdiera su combate. Le dijo que tenían algo en común, ambos estaban siendo jodidos por la dirección de TNA. En el episodio del 28 de enero de Impact!, Gayda bajó a ringside durante un combate entre Jarrett y Jay Lethal para entregar una cinta de audio a Kim. A continuación, se marchó, y Kim, confundida, la siguió.
Jarrett contrató entonces a Alex Shelley para que grabara a Gayda en su casa para chantajearla. Shelley cumplió, regresando una semana después con una cinta de vídeo. En el episodio del 18 de febrero de 2006 de Impact!, le dijo a Jarrett que había ganado y que se iría. Jarrett se negó a obedecer y utilizó la cinta que Shelley recopiló de Gayda como chantaje para que se uniera a su stable. Jackie se convirtió en la mánager de Planet Jarrett. Se enfrentó a Gail Kim a mediados de 2006. En Sacrifice, Jackie anunció que estaba embarazada, por lo que Kim la despidió por kayfabe. Posteriormente fue liberada de su contrato.

### Regreso al circuito independiente y despedida (2010–2011)

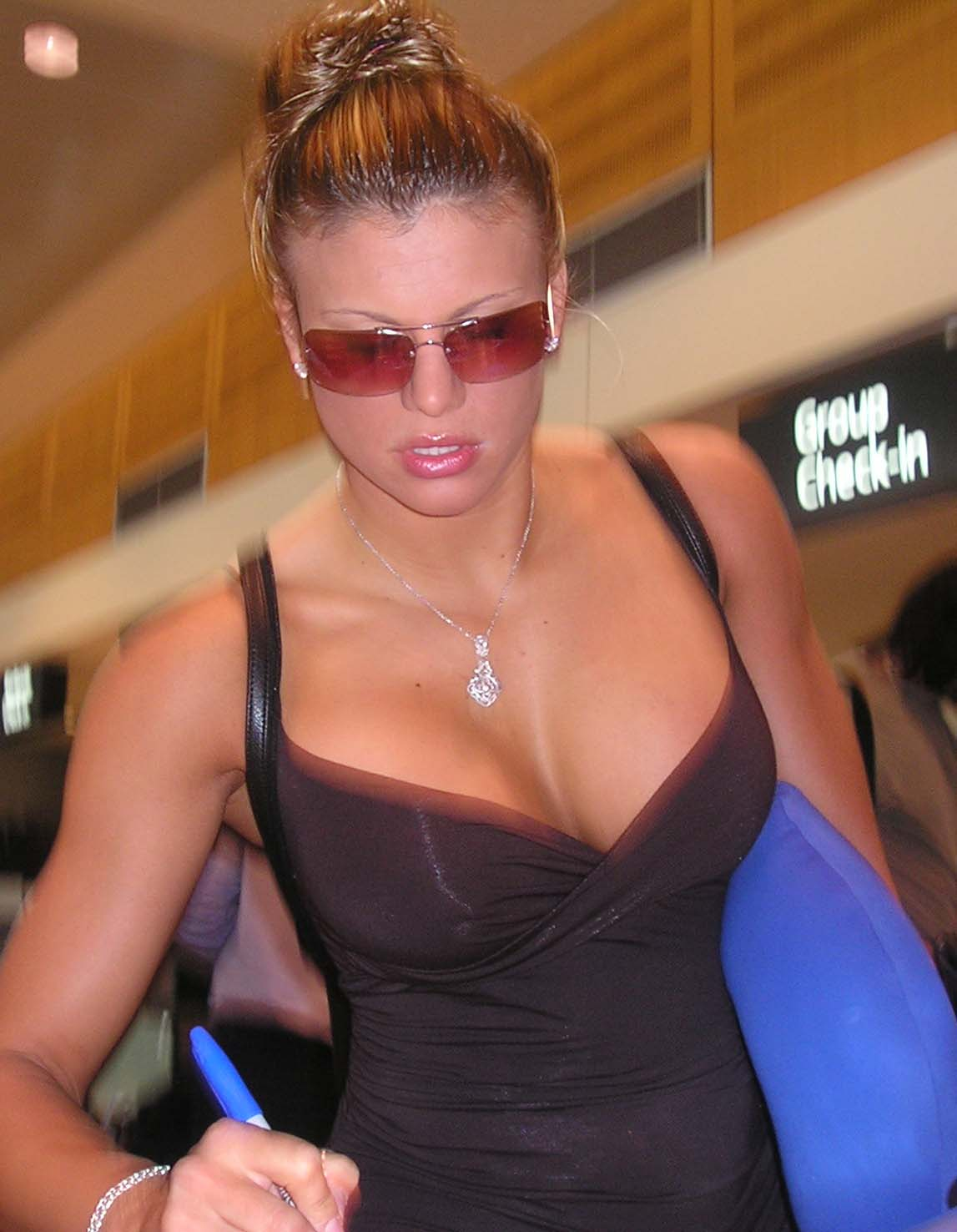
Jackie en septiembre de 2008.

En abril de 2009, Gayda regresó a la WWE por una noche como parte de la battle royal de las 25 divas en WrestleMania XXV.
El 30 de agosto de 2010, la promoción mexicana Perros del Mal anunció que Gayda, bajo el nombre de Miss Jackie, lucharía para ellos el 16 de septiembre, en la misma sesión que su marido Charlie Haas. En el evento, Jackie y Celestial derrotaron a Jennifer Blake y Mini Chessman en un combate por equipos. Apareció de nuevo el 11 de febrero de 2011, en el pay-per-view Viva La Lucha, haciendo equipo con NY Knockout Nikki para enfrentarse a Christina Von Eerie y Jennifer Blake. 
El 20 de agosto de 2011, Haas se convirtió en la mánager de su marido, llegando este a ganar el FWE Heavyweight Championship de la FWE al derrotar a Jay Lethal y Eric Young. Mantuvo el campeonato durante cuatro meses antes de perderlo ante Young el 17 de diciembre, la misma noche en la que Jackie hizo su debut en el ring para FWE en una derrota ante Winter.

## Vida personal
Gayda se casó con el también luchador profesional Charlie Haas en 2005, con quien tuvo cuatro hijos. En diciembre de 2020, la pareja anunció que se habían divorciado. Con anterioridad, en el año 2008, ambos habían abierto una tienda nutricional en la ciudad de Frisco, en Texas.

## Campeonatos y logros
- Total Nonstop Action Wrestling
  - TNA Year End Awards (1 vez)
    - Knockout of the Year (2005)[17]
- World Wrestling Entertainment
  - Tough Enough 2 - con Linda Miles
- Wrestling Observer Newsletter
  - Worst Worked Match of the Year (2002) con Christopher Nowinski vs. Bradshaw y Trish Stratus en Raw (8 de julio)